# رز چلیمو
رز چلیمو (انگلیسی: Rose Chelimo؛ زادهٔ ۱۲ ژوئیهٔ ۱۹۸۹) دونده ماراتن کنیایی‌تبار اهل بحرین است.
وی در مسابقات کشوری و بین‌المللی در مجموع برندهٔ ۲ مدال طلا، ۱ مدال نقره شده‌است.